# Bakhuis
Bakhuis es un pueblo en el complejo Kabalebo del distrito de Sipaliwini en Surinam. El pueblo está ubicado cerca de los montes Bakhuis. Bakhuis es conocido principalmente por su gran mina de bauxita que explota Suralco. En 1995, la refinería recibió una actualización y ampliación de $120 millones. El pueblo y la cordillera llevan el nombre de Louis August Bakhuis, quien encabezó una expedición de 1901 a la zona.
Bakhuis era parte del Plan de Surinam Occidental de la década de 1970, que era un plan de desarrollo a gran escala para la parte occidental de Surinam e incluía una línea ferroviaria de Bakhuis a Apoera. Una versión reducida resucitó en la década de 1990, pero tampoco logró despegar. Se construyó una carretera sin pavimentar desde Bakhuis hasta el enlace sur este-oeste.
La pista de aterrizaje de Bakhuis se encuentra cerca del pueblo.